# Schizomavella discoidea
Schizomavella discoidea är en mossdjursart som först beskrevs av Busk 1859.  Schizomavella discoidea ingår i släktet Schizomavella och familjen Bitectiporidae. Inga underarter finns listade i Catalogue of Life.